# Sundby (Morsø)
Sundby is een plaats in de Deense regio Noord-Jutland, gemeente Morsø. De plaats telt 492 inwoners (2008).